# Paolo Arese
Paolo Arese (Cremona, 1574 – Tortona, 14 giugno 1644) è stato un vescovo cattolico e letterato italiano.

## Biografia
Paolo Arese nacque a Cremona nel 1574. Suo padre, nobile milanese, era podestà di Cremona, quando nacque Arese, che nel battesimo si chiamò Cesare, ma cambiò il nome in Paolo quando, il 24 luglio 1590, entrò nei Chierici regolari teatini.
Compiuti sli studi, a 24 anni fu chiamato a insegnare filosofia a Napoli e poi teologia a Napoli e a Roma. Sebbene non appariscente oratore, predicò con buon successo nelle più importanti città d'Italia, specialmente in Verona, dove fu ascritto all'Accademia dei Filarmonici.
Fu superiore del suo ordine e confessore alla corte di Torino. Il 6 luglio 1620 Paolo V lo elevò alla sede vescovile di Tortona. Governò 24 anni questa diocesi, visitandola tutta ogni tre anni; si segnalò per la sua carità durante la peste del 1630, e i due assedi che la città subì nel corso della Guerra dei trent'anni, dai Francesi nel 1642 e dagli Spagnoli nel 1643.
Arese fu membro dell'Accademia degli Affidati di Pavia e favorì quella dei Rinnovati di Tortona. Fu promotore degli studi, tanto da meritarsi il titolo di mecenate dei letterati. 
Morì a Tortona il 14 giugno 1644.

## Opere
- Arte di predicar bene, Venezia 1611; ristampata con aggiunte, Milano, 1622-1627;
- Imprese sacre, otto volumi pubblicati in diversi tempi e luoghi; primo e secondo libro a Verona, 1613 e 1615, Milano, 1621; i medesimi con aggiunte e il terzo libro, Milano, 1625, Tortona e Venezia, 1629; quarto libro in due volumi, e quinto libro, Tortona, 1630; sesto libro, anche in due volumi, Tortona, 1634-1635;
- La retroguardia in difesa di se stesso, Tortona, 1640; Panegirici, Milano 1644;
- Guida dell'anima orante, Tortona, 1623;
- Della tribolatione e suoi rimedi, Tortona, 1624;
- In libros Aristotelis de generatione et corruptione, Milano, 1617;
- Constitutio synodalis, Tortona, 1623;
- De aquæ transmutatione in sacrificio Missæ, Tortona, 1622; Anversa, 1628;
- De Cantici Canticorum sensu velitatio bina, Milano, 1640;
- Velitationes sex in Apocalypsim, Milano, 1647.

Altre opere, rimaste manoscritte, sono elencate nella raccolta dei suoi panegirici e dall'Argelati, Bibliotheca scriptorum Mediolanensium, II, col. 1946 seg.

## Genealogia episcopale
La genealogia episcopale è:
- Arcivescovo Filippo Archinto
- Papa Pio IV
- Cardinale Giovanni Antonio Serbelloni
- Cardinale Carlo Borromeo
- Cardinale Gabriele Paleotti
- Cardinale Ludovico de Torres
- Cardinale Giovanni Garzia Mellini
- Vescovo Paolo Arese, C.R.